# 性别薪酬差距
性别薪酬差距是指男性和女性在职人员的平均報酬差异。一般而言，女性的薪酬低于男性。关于薪酬差距有两个不同的数字：未调整后的薪酬差距与调整后的薪酬差距。后者通常会考虑工作时间、所选职业、教育和工作经验的差异。 换句话说，调整后的数值代表女性和男性从事相同工作所获得的收入，而非调整后的数值代表男性和女性的平均总收入。例如在美国，未经调整的女性平均年薪为男性平均年薪的 79-83%，而经调整后的女性平均年薪为男性平均年薪的 95-99%。
造成这种差距的原因与法律、社会和经济因素有关。 这些问题包括生儿育女（做母亲的惩罚vs做父亲的奖励）、育儿假、性别歧视和性别规范。 此外，性别薪酬差距的后果超越了个人的不满，导致经济产出减少、妇女养老金降低以及学习机会减少。
从发展中国家公共政策的角度来看，两性薪酬差距可能是一个问题，因为它降低了经济产出，意味着妇女更有可能依赖福利金，尤其是在年老时。

## 历史视角

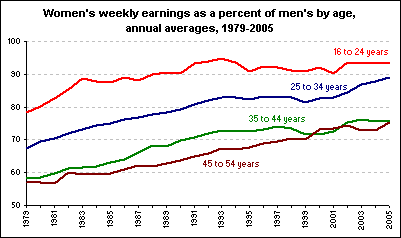
1979-2005 年按年龄分列的美国女性周收入占男性周收入的百分比

在美国，自 20 世纪 60 年代以来，女性的薪酬相对于男性有所增加。根据美国人口普查数据，1963 年女性的收入中位数是男性的 56%。女性的收入中位数已增至男性的 79%。 妇女政策研究所在2017年发表的分析报告预薪酬将在2059年实现均等。
根据2021年一项关于历史性别工资比率的研究，在1300年至1800年期间，南欧女性的收入约为无技能男性的一半。在北欧和西欧，这一比例要高得多，但在1500-1800年间有所下降。.
2005 年，Doris Weichselbaumer 元分析和 Rudolf Winter-Ebmer 对 60 多个国家已发表的 260 多项薪酬差距研究进行了荟萃分析，发现从 20 世纪 60 年代到 90 年代，全世界的原始（又称未调整）工资差距已从约 65% 大幅下降到 30%。这种下降的主要原因是妇女拥有更好的劳动力市场禀赋（即更好的教育、培训和工作适应性）。
1998 年对 41 项有关工资差距的实证研究进行的另一项荟萃分析发现，估计工资差距的时间趋势与此类似，大约每年下降 1%。
英国 CMI 在 2011 年进行的一项研究CMI得出结论，如果女性高管的薪酬继续以目前的速度增长，那么女性高管与男性高管的收入差距要到 2109 年才能消除。

## 计算
未经调整的性别薪酬差距或性别工资差距通常是所选样本中所有工作男女薪酬之间的中位數或平均数。 通常用百分比或 "男女雇员每小时（或每年）平均总收入之差占男性总收入的百分比 "的比率来表示。
一些国家仅使用全职工作人口来计算国家性别差距。 其他方法是基于一个国家全部工作人口（包括非全日制工人）的抽样，在这种情况下，使用全日制当量（FTE）来获得等量带薪工作时间的报酬。
非政府组织对各种样本进行计算。 一些组织分享了计算方法和数据集。 例如，性别薪酬差距可以通过种族、城市、工作、或在一个组织内来衡量。

## 原因

性别工资差距的分解 (2010)

有助于解释未经调整的男女薪酬差距的一些变量包括经济活动、工作时间和工作年限。 性别特有因素，包括资历和歧视方面的性别差异、整体工资结构以及各行业部门的薪酬差异，都会影响性别薪酬差距

### 行业部门
]]

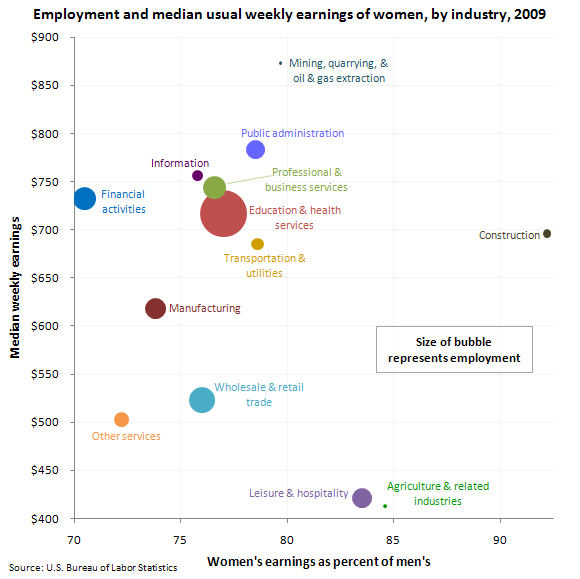
2009 年按行业分列的美国女性周收入、就业率和占男性收入的百分比

职业隔离横向隔离 是指与职业收入相关的薪酬差距。
Folbre 等人在 2022 年进行的一项研究表明，妇女集中从事护理职业是造成两性薪酬差距的重要原因。女性集中从事护理职业是造成男女薪酬差距的重要原因。 他们的研究结果表明，虽然女性和男性都会受到护理服务工资惩罚的影响，但从事这些职业的女性面临的磨难更大，因为她们更有可能受雇于护理服务行业。  在 Jacobs (1995)一书中，Boyd 等人将水平分工称为 "高科技"（以男性为主）与"高接触"（以女性为主），其中高科技的经济回报更高。 男性更有可能从事相对高薪、危险的行业，如采矿、建筑或制造业，也更有可能由工会代表。 相比之下，女性更有可能从事文职工作和服务业工作 20 世纪 90 年代对美国劳动力进行的一项研究表明，职业、行业和工会地位方面的性别差异约占工资差距的 53%。  '  American Economic Journal: Macroeconomics 2017 年的一项研究发现，服务业的重要性日益增加，在缩小薪酬和工时的性别差距方面发挥了作用。 1998 年，如果对人力资本以及行业、职业和工会的差异进行调整，美国女性的平均收入规模将从美国男性的 80% 提高到 91%。 美国国家科学基金会2017 年的一项年度普查研究揭示了不同科学领域的薪酬差距：在数学和计算机科学这两个薪酬最高的科学领域，男性在高薪领域所占的比例要大得多。男性约占这些领域博士学位的 75%（这一比例自 2007 年以来几乎没有变化），预期收入为 113,000 美元，而女性为 99,000 美元。在社会科学领域，男女博士学位获得者之间的差距明显较小，男性的收入约为 66,000 美元，而女性为 62,000 美元。不过，在某些领域，女性的收入更高：化学领域的女性收入约为 85,000 美元，比男性同事高出约 5,000 美元。
晨星公司分析报告 的高级行政人员薪酬数据显示，2019 年高级行政人员女性与男性行政人员每赚取 1 美元，就能获得 84.6 美分的收入 Women also remained outnumbered in the C-Suite 7 to 1.

### 歧视
2015 年对模拟实验就业研究进行的一项荟萃分析发现，"男性更倾向于从事男性占主导地位的工作（即性别角色一致性偏差），而对于女性占主导地位的工作或综合性工作，则没有发现对任何一种性别的强烈偏好"。 然而，对现实生活中的对应实验进行荟萃分析后发现，"男性申请女性刻板印象强烈的工作时，需要提出两倍到三倍于女性的申请，才能得到这些工作的积极回应"，"与男性申请女性占主导地位的工作相比，女性申请男性占主导地位的工作时面临的歧视程度较低"。 2018 年对 2005 年以来几乎所有的对应实验进行了系统回顾，发现大多数研究发现，性别歧视的证据 "好坏参半"，性别歧视的程度因职业而异，但有两项研究发现 "怀孕或为人母会受到明显惩罚"。 2018 年的一项审计研究发现，成绩优异的男性比成绩同样优异的女性更常被雇主召回（比例接近 2:1）。
哈佛大学经济学家克劳迪娅·戈尔丁（Claudia Goldin）在 2016 年的一次访谈中认为，雇主公开的歧视已不再是造成男女薪酬差距的重要原因，而原因在于历史歧视遗留下来的更为微妙的文化预期。 戈尔丁认为，这些期望导致女性平均优先考虑时间上的灵活性，承担不同的风险，并避免预期的歧视情况。 她主张通过教育改革来解决剩余的男女薪酬差距问题，而不是对企业进行强制要求，认为鉴于当前商业环境的要求，后者根本难以实施。
2019 年进行的一系列四项研究发现，"即使这些职业的薪酬不低，人们也会认为男性对女性占多数的任何职业都不太感兴趣"，而且这有可能 "造成一种自我实现的预言，即人们对促进女性占多数的护理职业加薪也不太感兴趣......然而，如果有更多男性进入这些职业，这些领域的薪酬也可能会提高"。
一些批评歧视导致性别工资差距观点的人认为，一旦分析人员控制了工作的特征（如地点、任期、工作角色、级别、绩效），性别工资差距就会消失。 然而，这在计量经济学中被认为是一个教科书式的错误，因为职业排序本身可能就是性别歧视的结果，这将使其成为一个糟糕的控制。 通过控制工作特征，分析师在分析中引入了对撞机偏差，从而无法就性别歧视对收入的作用得出有效结论。

### 父母身份与母亲身份弊端
研究表明，随着时间的推移，两性薪酬差距中越来越大的比例是由儿童造成的 生育导致工资降低的现象被称为母性惩罚。简而言之，母性弊端描述了母亲在工资收入方面比无子女妇女所面临的更大劣势。 根据联合经济委员会进行的一项研究，2014 年，母亲的收入比没有子女的女性少 3%，比没有子女的男性少 15%。  虽然两性薪酬差距确实缩小了，但这一现象基本上只对无子女的男性和女性有意义 此外，研究表明，对母亲的弊端一直没有改变，而不是像男女薪酬差距那样在缩小。
在南欧，母亲的收入高于无子女的妇女，在北欧公司，母亲的收入略低，在欧洲大陆和盎格鲁-撒克逊欧洲国家，差异较大，而在东欧，薪酬差距的很大一部分是由母亲造成的。  传统上，母亲为了照顾孩子会暂时离开工作岗位。母亲育儿假的长短会影响性别薪酬，较短的育儿假可能会导致妇女离开工作场所，较长的育儿假可能会导致母亲的工资减少，适度的育儿假可以让母亲在事业和母性之间取得平衡。（p. 2） 提供托儿服务可减少对母亲的惩罚，并提高母亲的工作参与度。（p. 2） （p. 2）
妇女倾向于从事薪酬较低的工作，因为与薪酬较高的工作相比，这些工作的时间安排更灵活。与男性相比，女性的工作时间更短，经验也更少 这将导致妇女在劳动力大军中落后。母亲更有可能从事兼职工作（p. 3）
2019 年在德国进行的一项研究发现，有子女的女性在就业市场上受到歧视，而有子女的男性则不受歧视。> 与此相反，荷兰 2020 年的一项研究发现，几乎没有证据表明妇女在招聘中因其父母身份而受到歧视
造成这种两性薪酬差距的另一个原因是家务分配。养育一个孩子的夫妇往往会指定母亲承担更多的家务，并承担照顾孩子的主要责任，因此，妇女可用于赚取工资的时间往往较少。这加剧了劳动力市场上的男女薪酬差距，现在人们陷入了这种自我强化的循环之中

### 美国的产假
美国的产假政策规定，雇员在工作满必要的规定时间后，可享受总共 12 周的无薪产假。然而，这些福利只适用于拥有 50 名以上员工的雇主。美国一些州正在扩大 12 周无薪政策的范围。例如，新泽西州现在为初为人母的母亲及其家人提供了一个选择，让她们可以参加一些计划，在离开工作岗位时获得补偿。现在，尽管不工作，母亲们也有了一份稳定的收入。
美国国家经济研究局（National Bureau of Economic Research）发现，在丹麦，大部分工资差距中的性别不平等都是因为孩子。研究人员发现，孩子的到来给女性带来了约 20% 的长期收入差距，而男性则不受影响。研究人员还发现，随着时间的推移，与孩子有关的性别不平等程度显著增加，从 1980 年的约 40% 增加到 2013 年的 80%。
在一些美国家庭中，由于孩子的到来，43% 从事 STEM（科学、技术、工程和数学）的新妈妈面临着重大的职业变化，有的完全放弃工作，有的将 STEM 职业转为兼职工作，或从事其他领域的职业。虽然这对初为人母者来说是真实的，但一些研究表明，初为人母者和初为人父者都表示在工作场所受到了 “灵活性污名 ”的影响 灵活性污名化可以定义为工人因试图兼顾事业和家庭责任而承担的后果。 研究还发现，有年幼子女的科学、技术、工程和数学领域的职业人士面临着更多的 “工作-家庭 ”冲突，因为严谨的科学、技术、工程和数学领域的要求与年幼子女的要求是重叠的。

### 性别规范
与上述因素相关的另一个社会因素是个人接受特定性别角色的社会化。 受社会化影响的工作选择往往被归入工资歧视框架中的 "需求方 "决策 ，而不是现存劳动力市场歧视影响工作选择的结果。 从事非传统工作角色或主要被视为以女性为主的工作（如护理）的男性，尽管可能会受到批评，但他们的工作满意度很高，这促使他们继续从事这些工作。
根据 1998 年的一项研究，在一些员工眼中，尽管女性中层管理人员在成功开展项目和为其所在公司创造业绩方面取得的成绩与男性中层管理人员不相上下 ，但女性中层管理人员似乎缺乏男性管理人员所拥有的勇气、领导力和干劲。  这些观念，再加上文章中之前描述的因素，导致与担任类似职位的男性相比，女性很难晋升到行政级别。
社会的性别角色观念在某种程度上源于媒体的影响。 媒体描绘了特定性别角色的理想，在此基础上建立了性别刻板印象。 这些定型观念进而转化为男性和女性可以或应该从事哪些类型的工作。 因此，性别在工作歧视中起着调解作用，妇女发现自己所处的职位无法获得与男性相同的晋升。
一些研究表明，女性更有可能自愿承担一些不太可能有助于获得晋升的任务，她们更有可能被要求做志愿者，也更有可能答应这些要求。

### 技术和自动化
自动化预计会对男性和女性的就业产生不同影响，因为整个劳动力市场的性别特征非常明显。国际货币基金组织 2019 年发表的一篇论文预测，女性被自动化取代的可能性明显高于男性工人。研究人员发现，与男性相比，女性工人在工作中执行更多的常规任务，而这些任务很容易受到自动化的影响。他们估计，在未来 20 年内，“30 个国家（28 个经合组织成员国、塞浦路斯和新加坡）的 2600 万份女性工作极有可能被技术取代（即被自动化的可能性高于 70%）”。

### 工作过度
克劳迪娅·戈尔丁发现，两性薪酬差距的主要原因是妇女生孩子，造成薪酬差距的其他原因包括歧视和 "贪婪的工作"。 "贪婪工作 "被定义为超负荷工作（每周工作时间大大超过 40 小时）和全天候工作（如管理、金融、法律和咨询工作）的高溢价工作。 从事这些工作的妇女获得与男子相同的报酬，但很少有妇女（更少的是母亲）选择超负荷工作，这通常是因为超负荷工作与养育子女不相容。 戈尔丁的研究表明，解决工作过度的最佳办法是，员工需要开始要求更多的可预测性和灵活性，公司需要认识到，更多的工作可以分担，高技能员工比雇主习惯认为的更具互换性。

## 后果

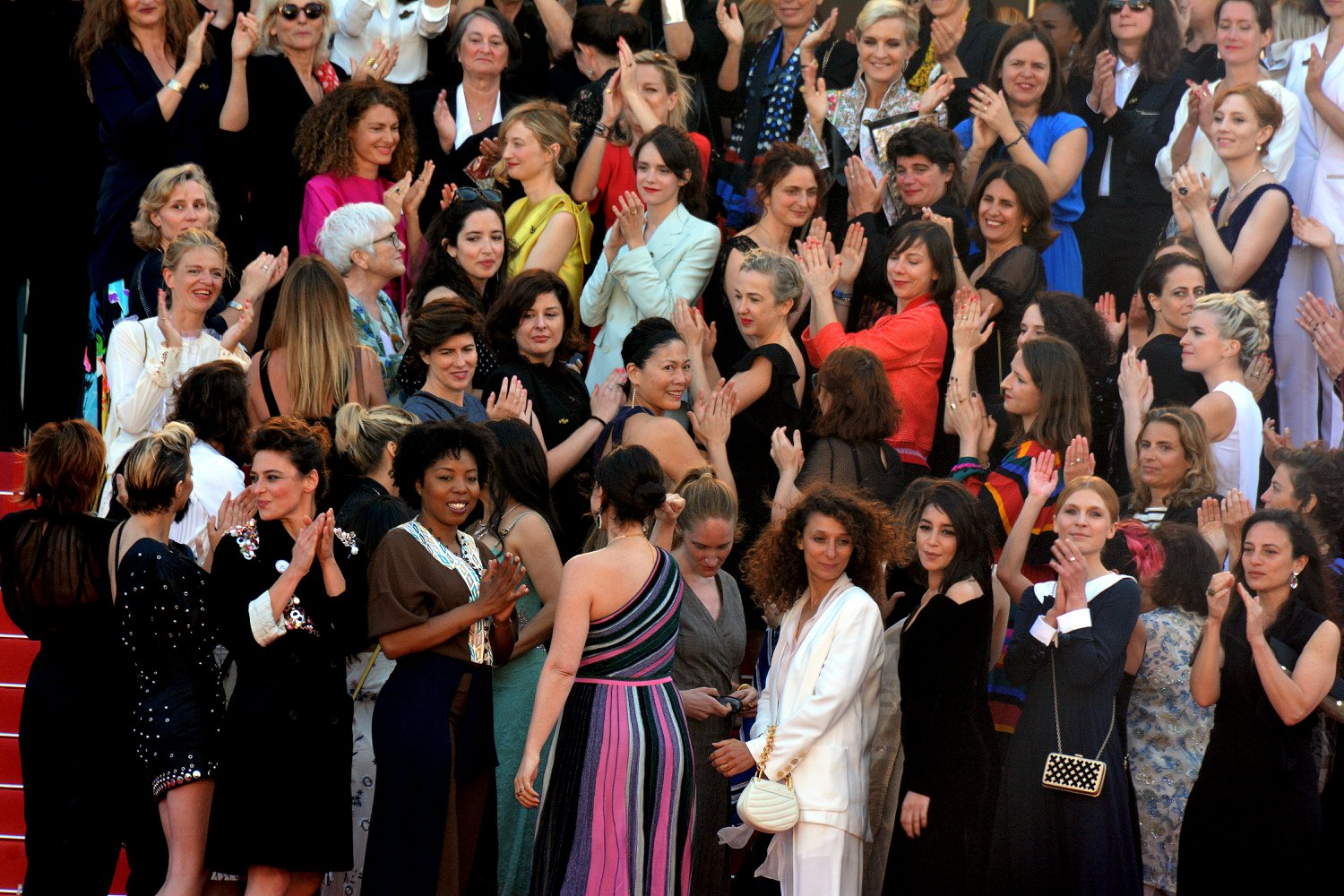

从公共政策的角度来看，两性薪酬差距可能是一个问题，因为它降低了经济产出，意味着妇女更有可能依赖福利金，尤其是在年老时。.

### 经济活动
2009 年，家庭、住房、社区服务和土著事务部的一份报告认为，除了公平和公正外，解决 两性工资差距问题还有很强的经济必要性。  研究人员估计，如果将男女工资差距从 17% 缩小到 16%，人均国内生产总值将增加约 260 澳元，其中大部分来自女性工作时间的增加。 如果不考虑女性工作时数增加等对立因素，消除 17% 的男女工资差距的总价值约为 930 亿美元，占国内生产总值的 8.5%。 研究人员估计，造成工资差距的原因如下：缺乏工作经验占 7%，缺乏正规培训占 5%，职业隔离占 25%，在小公司工作占 3%，女性占其余 60%。
美国大学妇女协会 2012 年 10 月的一项研究发现，在 47 年的时间里，拥有大学学历的美国女性比拥有同等学历的男性少赚约 120 万美元。 因此，通过提高妇女工资来缩小薪酬差距将产生刺激效应，使美国经济至少增长 3% 至 4%。
2021 年 5 月，妇女政策研究所利用 2019 年的数据报告说，如果美国劳动力中的妇女获得与男性同龄人相当的薪酬，那么劳动力中妇女的贫困率将平均降低 40% 以上。 在职单身母亲的高贫困率将从 27.7% 降至 16.7%。 此外，他们还发现，女性劳动力同工同酬将使她们的年收入从 41,402 美元增加到 48,326 美元，这将使美国经济的总体工资收入增加 5,410 亿美元，相当于 2019 年国内生产总值的 2.8%。
到 2030 年，促进性别平等的行动可能会为全球国内生产总值贡献 13 万亿美元。 根据欧洲性别平等研究所（European Institute for Gender Equality）的数据，到 2050 年，改善欧盟的性别平等状况可使欧盟人均 GDP 增长 9.6%，即 3.15 万亿欧元，并增加 1050 万个就业岗位。
世界經濟論壇估计，按照目前的发展速度，缩小经济参与和机会方面的性别差距需要 169 年的时间。

### 妇女退休金
世界银行进行的分析，载于《2019 年世界发展报告：不断变化的工作性质》。 该报告将收入与技能积累联系起来，表明女性在工作和职业生涯中积累的人力资本（技能和知识）也较少。报告显示，与男性相比，世界各地女性工作经验的回报都较低。例如，在委内瑞拉，男性每多工作一年，工资平均增长 2.2%，而女性仅增长 1.5%。相比之下，在丹麦，男性和女性多一年工作经验的回报是一样的，平均为 5%。为了解决这些差异，报告认为，政府可以设法取消对妇女工作类型或性质的限制，并取消限制妇女财产权的规定。育儿假、哺乳假以及弹性或非全时工作制的可能性也被认为是限制妇女在工作场所学习的潜在因素。

### 教育和债务
由世界银行进行的分析，载于2019年世界发展报告"工作性质的变化 该报告将收入与技能积累联系起来，表明女性在工作和职业生涯中积累的人力资本（技能和知识）也较少。报告显示，与男性相比，世界各地女性工作经验的回报都较低。例如，在委内瑞拉，男性每多工作一年，工资平均增长 2.2%，而女性仅增长 1.5%。相比之下，在丹麦，男性和女性多一年工作经验的回报是一样的，平均为 5%。为了解决这些差异，报告认为，政府可以设法取消对妇女工作类型或性质的限制，并取消限制妇女财产权的规定。报告还指出，育儿假、哺乳假以及弹性或非全时工作制的可能性也是限制妇女在工作场所学习的潜在因素。

### 家庭暴力
经济学家预测，工资越高的伴侣在家庭动态中的讨价还价能力越强。 因此，两性薪酬差距可能会使妇女处于不利于其男性伴侣的地位。此外，研究发现，妇女可利用的资源越少，她们离开虐待关系的可能性就越小。  其他经济模型对这一观点进行了扩展，表明当离婚的成本过高时，家庭暴力的威胁可能成为家庭内部转移谈判优势的一种潜在方法. 研究人员进一步确定了家庭暴力与劳动力市场条件之间的明确关系，发现 1990 年至 2003 年间工资差距的缩小解释了家庭暴力发生率下降 9%的原因。 据估计，家庭暴力造成的医疗费用和生产力下降可能高达 93 亿美元。 与男性相比，女性受到的影响往往更大，此外，遭受家庭虐待不仅会对成年人产生负面影响，还会对遭受虐待的儿童产生负面影响。 终生收入的变化至少有 50% 可归因于幼儿时期的经历，来自有虐待和忽视记录家庭的成年人受教育程度较低，经济收入和资产也较低。

## 经济理论
2023 年，经济学家克劳迪娅-戈尔丁因其在理解男女薪酬差距方面的工作而获得诺贝尔经济学奖。她发现，男女薪酬差距在很大程度上是由女性生育造成的， 造成薪酬差距的其他原因还包括歧视和 “贪婪工作”（每周工作时间大大超过 40 小时、24 小时全天候工作的工作可获得高额报酬）。

### 新古典模型
在某些新古典模型中，雇主的歧视可能是低效的；排除或限制特定群体的就业会提高未受歧视群体的工资。 这样，其他公司就可以通过从面临歧视的群体中雇用更多工人来获得竞争优势。 因此，在长期歧视不会发生。 然而，这种观点依赖于对劳动力市场和试图实行歧视的企业的生产函数的有力假设。 企业如果根据客户或员工的实际偏好或感知偏好进行歧视，那么即使在风格化模型下，歧视也不一定会在长期内消失。

### 独角兽解释
垄断理论描述的是只有一个买方（这里指劳动力的 “买方”）的情况，工资歧视可以用工人之间劳动力流动限制的差异来解释。 Ransom 和 Oaxaca（2005 年）的研究表明，与男性相比，女性似乎对薪酬的敏感度较低，因此雇主利用这一点，对女工实行薪酬歧视。

## 政策措施

### 反歧视立法
根据经合组织 2008 年版的《就业展望》报告，几乎所有经合组织国家都制定了打击性别歧视的法律。 这方面的例子有 1963 年的《同工同酬法》和 1964 年的《民权法案》第七章。 然而，禁止歧视行为的法律规定只有得到执行才能有效。 经合组织指出: 
 这里存在一个重大问题：在所有经合组织国家中，执法基本上都依赖于受害者提出申诉的意愿。 但许多人甚至不知道自己在工作场所歧视方面的合法权利。 即使他们知道，对索赔者来说，证明歧视索赔本身就很困难，而向法院提起法律诉讼则是一个昂贵的过程，其收益往往很小而且不确定。 所有这些都阻碍了受害者提出申诉。
此外，尽管许多经合组织国家都设立了专门的反歧视机构，但其中只有少数几个国家的这些机构在没有个人投诉的情况下被有效授权对公司进行调查，对涉嫌实施歧视做法的雇主采取行动，并在发现歧视证据时对其进行制裁。
2003 年，美国政府问责局（GAO）发现，2000 年美国妇女的平均收入只有男子的 80%，而工作场所的歧视可能是其中一个原因。 鉴于这些发现，美国政府问责局审查了私营和公共部门反歧视法律的执行情况。 在 2008 年的一份报告中，美国政府问责局重点关注了平等就业机会委员会（EEOC）和美国劳工部（Labor）的执法和外联工作。 美国政府问责局发现，平等就业机会委员会没有对性别薪酬执法工作进行全面监测，劳工部也没有对性别薪酬或其他特定歧视领域的执法趋势和绩效成果进行监测。 美国政府问责局得出结论，"联邦机构应更好地监测其在执行反歧视法方面的绩效"。
2016 年，平等就业机会委员会提出了一项规则，要求按性别提交更多的员工工资信息，以更好地监督和打击性别歧视。 2018 年，冰岛颁布了缩小本国薪酬差距的立法。

### 宣传运动
民间社会团体组织的宣传运动包括同酬日或同工同酬运动等活动，以提高公众对两性薪酬差距的关注。出于同样的原因，各种团体定期发布关于两性薪酬差距现状的报告。全球性别差距报告》就是一个例子。

### 工作灵活性
临时工 "经济的增长带来了工人的灵活性，有人猜测这将有利于女性。 然而，对美国 100 多万名优步（Uber）司机的收入分析表明，司机之间的性别薪酬差距约为 7%，男性占优。Uber 的算法并不区分员工的性别，但男性收入更高，因为他们能更好地选择工作时间和地区，并以更有利可图的方式取消和接受行程。最后，男性的驾驶速度比女性快 2.2%，这也让他们增加了单位时间内的收入。 The study concludes the "gig" economy can perpetuate the gender pay gap even in the absence of discrimination. 
2020 年，斯坦福大学的研究人员利用 100 多万Uber司机的数据表明，尽管女司机的收入比男司机低 7%，但这一差异 “完全归因于三个因素：平台经验（......）、对工作地点的偏好和限制（......）以及对驾驶速度的偏好”；他们指出，他们的研究结果 "表明，没有理由期待‘打工’经济能缩小性别差异。 即使在没有歧视且劳动力市场灵活的情况下，妇女在非有偿工作时间方面相对较高的机会成本以及基于性别的偏好和约束差异也会维持性别薪酬差距"。

## 按国家
这是根据经合组织的数据绘制的未经调整的薪酬差距（全职雇员的收入中位数）图。
| 0.12 0.20 0.25 | 0.30 0.35 0.40 | 0.45 0.50 0.55 | 0.60 0.65 0.70 | 0.75 0.80 0.90 |

经合组织国家雇员的性别薪酬差距

根据救助儿童会世界母亲状况报告（2007 年数据），女性与男性的工资比例。 从红色到紫色，每种颜色代表男性平均工资的 5%。
0.12
0.20
0.25
0.30
0.35
0.40
0.45
0.50
0.55
0.60
0.65
0.70
0.75
0.80
0.90

此外，世界经济论坛提供了 2015 年的数据，对 145 个国家的性别薪酬差距进行了评估。 其评估考虑了经济参与和机会、教育成就、健康和生存以及政治赋权得分。

### 澳大利亚
在澳大利亚，工作场所性别与平等机构（WGEA）是澳大利亚政府的一个法定机构，该机构公布了澳大利亚非公共部门组织的数据。 所有行业都存在薪酬差距。 男女薪酬差距是根据澳大利亚统计局公布的全职雇员每周平均正常时间收入计算得出的。性别薪酬差距不包括兼职收入、临时收入和加班增加的小时工资。
澳大利亚长期存在男女薪酬差距。从 1990 年到 2020 年，男女薪酬差距一直保持在 13%到 19%之间。 2020 年 11 月，澳大利亚的男女薪酬差距为 13.4 .
麦考瑞大学（Macquarie University）的伊恩-沃森（Ian Watson）研究了 2001-2008 年间澳大利亚全职管理人员的性别薪酬差距，发现 65% 至 90% 的收入差距无法用大量的人口和劳动力市场变量来解释。事实上，“收入差距的主要部分仅仅是由于女性经理是女性”。Watson 还指出，尽管 “男女经理人的特征极为相似，但他们的收入却大相径庭，这表明歧视在这一结果中发挥了重要作用”。 2009 年提交给家庭、住房、社区服务和土著事务部的一份报告也发现，“在澳大利亚，仅仅身为女性就是造成差距的主要因素，占男女收入差距的 60%，这一发现反映了澳大利亚在这一领域的其他研究”。解释薪酬差距的第二个最重要因素是行业隔离。 世界银行的一份报告也发现，澳大利亚从事兼职工作的已婚妇女来自按性别分配劳动力的家庭，她们对工作的满意度很高，因此没有增加工作时间的动力。

### 巴西
在 144 个国家中，《全球性别差距报告》将巴西在同类工作薪酬平等方面排在 95 位。  巴西的得分是 0.684，略低于 2017 年的全球指数。  2017 年，巴西是在 "健康与生存 "和 "教育成就 "两个分指数上完全缩小差距的 6 个国家之一。 然而，今年巴西在实现性别均等方面的进展出现了倒退，其总体性别差距达到了自2011年以来的最大值。 这是由于巴西在政治赋权方面的性别差距呈指数级增长，该指标衡量的是女性在议会和部长级别的比例，其增长幅度过大，无法被该国在经济参与和机会分指数方面的一系列微弱改善所抵消。
根据巴西地理和统计研究所（IBGE）的数据，巴西女性比男性学习更多，工作更多，收入更少。 平均而言，将有偿工作、家务劳动和照顾他人结合起来，女性每周比男性多工作三个小时。 事实上，女性平均每周工作 54.4 小时，而男性平均每周只工作 51.4 小时。 尽管如此，即使受教育程度较高，女性的平均收入也低于男性。 虽然近年来男女收入差距有所缩小，但在 2016 年，女性的收入仍相当于男性的 76.5%。 造成这种差异的原因之一可能是，2016 年只有 37.8%的管理职位由女性担任。 根据巴西地理统计局的数据，劳动力市场上的职业隔离和对妇女的工资歧视也是造成男女工资差异的重要原因。 根据巴西地理统计局在 2017 年第四季度进行的连续全国住户抽样调查的数据，在 4020 万巴西工人中，有 24.3%完成了大学学业，但这一比例在就业男性中为 14.6%。 根据同一调查的报告，工作女性的收入平均比男性低 24.4%。 调查还指出，6.0%的工作男性是雇主，而女性雇主的比例仅为 3.3%。 调查还指出，92.3%的家政工人是女性，而家政工人在文化上被称为 "女性化 "的工作，工资很低。  而土木建筑等高薪职业雇用了 13% 的男性就业者，女性就业者仅占 0.5%。 造成巴西男女工资差距的其他原因可能是非常严格的劳动法规增加了非正式雇佣。 在巴西，根据法律规定，女工可以选择休 6 个月的产假，雇主必须全额支付产假工资。 许多研究对这一规定表示担忧。 他们质疑这些规定是否真的会迫使工人从事非正规工作，而在非正规工作中她们根本没有任何权利。 事实上，从事非正规工作的妇女的收入只有从事正规工作妇女平均收入的 50%。 男性之间的差距则没有那么大：从事非正规工作的男性的收入是从事正规工作男性平均收入的 60%。

### 加拿大
一项关于加拿大供应链经理工资的研究发现，女性的年薪平均比男性少 14 296 美元。 同样，对卫生保健部门的一项研究发现，在对年龄、教育和其他特征进行统计调整后，女性卫生管理人员的收入在中层比男性低 12%，在高层比男性低 20%。. 研究进一步表明，随着专业技术人员在管理阶梯上的晋升，他们中女性的可能性越来越小。 与男性相比，加拿大女性也更有可能从事低工资工作。仍然存在的一个问题是，为什么这种趋势似乎在整个发达国家都引起了共鸣。一个已被确认的社会因素是有色人种妇女和移民涌入劳动力市场。从统计角度看，这两个群体往往从事报酬较低的工作。 加拿大各省和地区都有一部准宪法性的人权法典，禁止基于性别的歧视。有几个省还专门制定了法律，禁止公共部门和私营部门的雇主向从事基本类似工作的男性和女性支付不同的报酬。艾伯塔省人权法》就同酬问题逐字规定：“如果男女雇员在一个机构中为雇主从事相同或实质上相似的工作，雇主应向雇员支付相同的工资”。 然而，薪酬公平政策并不能充分解决性别偏见问题，以及尽管技能、资历、工作条件和责任水平相似，但妇女往往集中在薪酬低于男性的工作和部门。

### 中国
根据男女在经济参与和机会、教育程度、健康和生存以及政治赋权方面的差距，《2018年全球性别差距报告》将中国的性别差距在145个国家中排名第110位。  根据世界银行的分类，作为一个中上收入国家，中国在性别差距方面是 "世界上改善最慢的 第三个国家"。 在所列国家中，中国的健康和生存分指数最低；该分指数考虑了预期寿命和出生性别比（根据中国的独生子女政策，为体现重男轻女观念而设定的男女儿童比例）的性别差异。:4,26 研究员 Jayoung Yoon 尤其指出，妇女的就业率正在下降。 然而，一些促成因素可能会提高妇女的参与率。 尹的促成因素包括：传统的性别角色；国家缺乏托儿服务；养育子女的障碍；以及被国家称为 "剩女 "的高学历未婚女性。 剩女 "一词让女性产生了急于结婚、推迟就业的焦虑。 为了与传统的性别角色保持一致，政府开展了 "妇女回归家庭 "运动，鼓励妇女离开工作岗位，以缓解男性的失业率。

### 多米尼加共和国
多米尼加妇女占劳动力的 52.2%，平均收入为 20 479 比索，比多米尼加男子的平均收入 19 961 比索高出 2.6%。 全球性别差距排名是通过汇编经济参与和机会、教育程度、健康和生存以及政治赋权得分而得出的，2009 年，在代表全球 90% 的 134 个国家中，中国排名第 67 位，2015 年，在 145 个国家中，中国的排名降至第 86 位。越来越多的妇女担任部长级职务，提高了政治赋权得分，但妇女并没有获得同工同酬，从而保持了较低的经济参与和机会得分.:15–17, 23

### 欧洲联盟

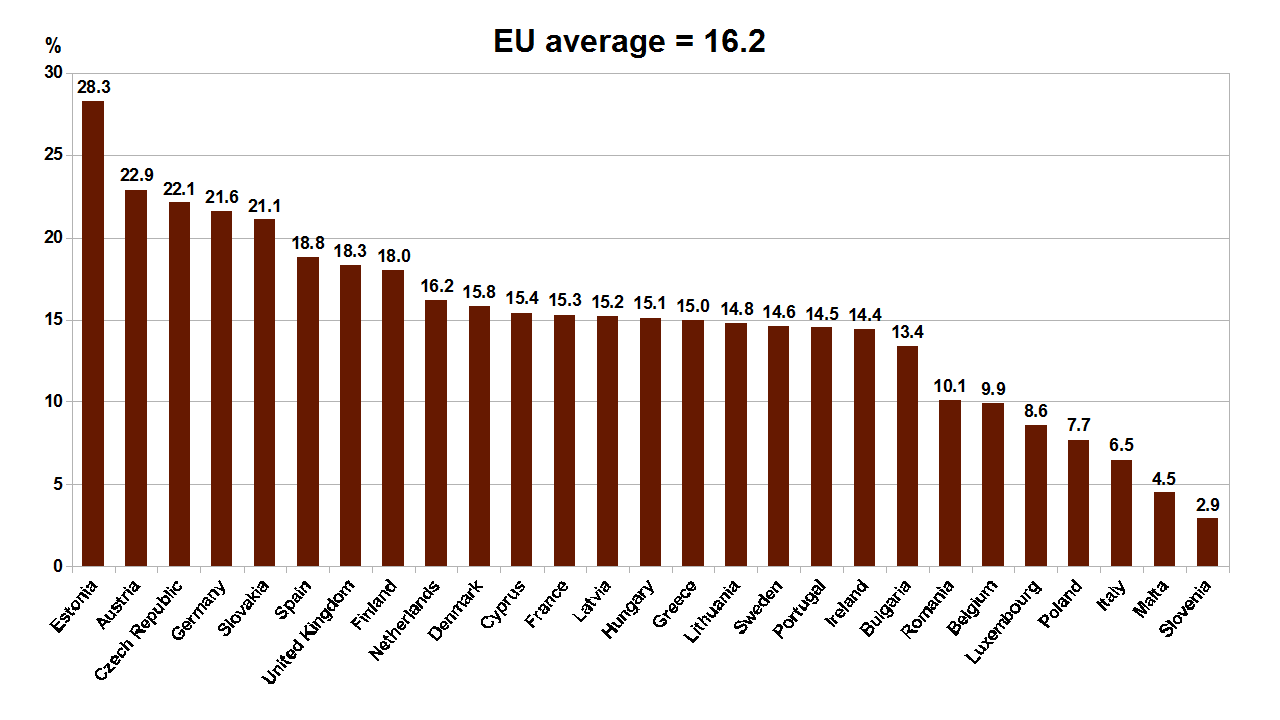
根据欧盟统计局2014 年平均每小时毛收入的性别差距

在欧盟一级，男女薪酬差距被定义为整个经济中男女平均每小时总收入的相对差异。 欧盟统计局发现，2008 年 27 个欧盟成员国的男女薪酬差距平均为 17.5%。 会员国之间的差异相当大，未经调整的薪酬差距在意大利、斯洛文尼亚、马耳他、罗马尼亚、比利时、葡萄牙和波兰低于 10%，在斯洛伐克、荷兰、捷克共和国、塞浦路斯、德国、英国和希腊超过 20%，在爱沙尼亚和奥地利超过 25%。 然而，考虑到芬兰的工作时间，那里的男性净收入只比女性多 0.4%。
最近对国际就业法律事务所进行的一项调查显示，性别薪酬差距报告并非国际通用政策。 尽管国家层面的此类法律少之又少，但仍有人呼吁在欧盟层面进行监管。 欧洲议会最近（截至 2015 年 12 月）的一项决议敦促欧盟委员会提交消除薪酬差距的立法。 一项与英国计划实质相同的提案在欧洲议会以344票对156票获得通过。
欧盟委员会指出，女性工作价值被低估是导致男女薪酬差距持续存在的主要原因之一。 他们补充说，对薪酬差距的解释不仅限于歧视，其他因素也是造成差距的原因：如工作与生活的平衡、领导层中的女性问题和玻璃天花板，以及部门隔离，这与低薪部门中女性比例过高有关。

#### 芬兰
1995 年至 2005 年间，芬兰女性的非调整工资收入平均比男性低 28.4 . 考虑到芬兰的高累进税率，净收入差额为 22.7%。. 根据工作时数进行调整后（不包括无薪国家兵役时数），这些工资差异降至约 5.7%（未纳税）和 0.4%（纳税调整后）。
工作时数的差异主要归因于社会因素；例如，芬兰妇女花在家务劳动上的时间要多得多。 其他重要因素还包括加班和晚间/夜间工作的薪酬增加，芬兰男性平均工作时间更长。 如果比较相同职称的人员，在公共部门任职的女性的收入约为男性的 99%，而在私营部门任职的女性的收入仅为男性的 95%。 公共部门职位的定义一般较为严格，在个人工资和加班/晚间/夜间工作方面的谈判余地较小。
截至 2018 年，芬兰排名第四，已经完全消除了教育程度上的性别差距，并消除了 82% 以上的整体性别差距.

#### 德国
根据德国联邦统计局的数据，女性的收入比男性低 22-23%。 2006-2013 年，修订后的男女薪酬差距为 6-8%。 科隆经济研究所将工资差距调整到 2%以下。 他们考虑了工作时间、教育程度和就业时间，将男女工资差距从 25% 缩小到 11%。 如果妇女没有因为做母亲而暂停工作超过 18 个月，收入差距会进一步缩小。
与剩余的性别薪酬差距相关的最重要因素是非全时工作、教育和职业隔离（担任领导职务和在STEM等领域工作的女性较少）。
2017 年，德国通过了工资结构透明法，要求规模较大的雇主公布有关性别薪酬差距的信息，并赋予雇员了解自己与异性相比工资情况的权利。

#### 卢森堡
在卢森堡，男女收入总差距为 32.5%。 在过去几年中，全职工作者在月工资总额方面的性别薪酬差距有所缩小。根据经济合作与发展组织（OECD）的数据，2002 年至 2015 年间，男女薪酬差距下降了 10%以上。. 差距还取决于年龄组。在这一时期，25-34 岁女性的工资高于男性。其中一个原因是这个年龄段的女性受教育程度较高。从 35 岁开始，男性的工资高于女性。
目前男女薪酬差距的程度是由不同的因素造成的，如不同的工作时间和对劳动力市场的不同参与。.  从事兼职工作的女性（30.4%）多于男性（4.6%）、 因此，女性的总体工作时间有所减少。 女性劳动力参与率为 60.3%，男性劳动力参与率为 76%，因为大多数女性都会休产假。 男性更多地从事薪酬较高的工作，例如行政职位（93.7%），这也影响了男女薪酬差距的规模。
在卢森堡，职业学位（12%）和学徒培训（3.4%）也存在性别差距。.

#### 荷兰
在荷兰，中央统计局（CBS）最近的数据显示，薪酬差距正在缩小。 根据职业水平、教育水平、经验水平和其他 17 个变量进行调整后，企业中的收入差距从 9% （2008 年）降至 7%（2014 年），政府中的差距从 7%（2008 年）降至 5%（2014 年）。 如果不进行调整，企业的差距为 20%（2014 年），政府的差距为 10%（2014 年）。 年轻女性在 30 岁之前的收入高于男性，这主要是由于教育水平较高。 荷兰女性在 30 岁之前的平均受教育程度高于男性；30 岁之后，男性的平均受教育程度更高。 妇女怀孕后开始从事兼职工作，以便照顾孩子，也可能造成这种机会。

### 印度
2013 年，印度的男女薪酬差距估计为 24.81%。. 此外，在分析女性参与经济活动的程度时，一份报告将印度列为排名倒数的 10 个国家之一。因此，除了薪酬不平等外，还存在代表权不平等的问题，因为虽然妇女几乎占印度人口的一半（约占总人口的 48%），但她们在劳动力中的代表权仅占总人口的四分之一左右。

### 日本
Jayoung Yoon 分析了日本传统的男性养家糊口模式文化，即丈夫在外工作，而妻子则负责照顾家庭。 尽管女性扮演着这些传统的性别角色，但日本政府仍希望通过经济振兴战略安倍经济学来改善母亲的劳动政策，从而促进经济发展。 Yoon 认为，"安倍经济学 "代表了对人口老龄化影响进行补救的愿望，而不是促进性别平等的愿望。 这一结论的证据是，妇女正在进入劳动力队伍，从事临时性工作，以获得第二收入，而且公司需要基于机械化、外包和分包的兼职工人。 因此，Yoon 指出，妇女的参与率似乎不受政府政策的影响，而是受公司需求的影响。  《2015年全球性别差距报告》指出，日本的经济参与和机会排名（第106位）比2014年有所下降，第145位是最广泛的性别差距，"原因是类似工作的工资平等程度较低，以及女性立法者、高级官员和管理人员较少"。:25–27

### 约旦
世界经济论坛从总共145个国家中，通过经济参与和机会、教育程度、健康和生存以及政治赋权评估，计算出约旦2015年的性别差距排名为第140位。在整体性别差距方面，约旦是 “世界上进步第二小的国家”。:25–27 排名从2006年的第93位下降。:9 约旦在宪法中做出了相关规定，并签署了多项旨在改善男女薪酬差距的公约，但与此相矛盾的是，约旦没有旨在实现劳动力中性别平等的立法。 根据《2015 年全球性别差距报告》，约旦在同类工作薪酬平等方面的得分为 0.61；1.00 为平等。:25, 222

### 韩国
正如 Jayoung Yoon 所说，自 1997 年亚洲金融危机以来，韩国的女性就业率有所上升，原因是 25 至 34 岁的妇女因怀孕而离开劳动力队伍，而 45 至 49 岁的妇女则重返劳动力队伍。 母亲在养育子女后更有可能继续工作，原因是可以为以前参加工作的母亲提供负担得起的托儿服务，或者在请假养育子女后很难再被雇用。 世界经济论坛发现，2015 年，韩国在同类工作薪酬平等方面的得分为 0.55，1.00 为平等。 在总共145个国家中，韩国的性别差距排名为第115位（排名越靠后，性别差距越小）。 另一方面，在政治赋权方面，2014 年女性在政府中的比例降至一半。:26, 228
根据经合组织的数据，2018 年韩国的男女工资差距为 34.6%，女性平均收入约为男性的 65.4%。  在月收入（包括兼职工作）方面，性别差距的主要原因是女性工作时间少于男性，但职业和行业隔离也是一个重要原因。 韩国被认为是工业化国家中工资差距最大的国家。  这一差距往往被忽视。 此外，由于许多妇女一旦结婚或怀孕就离开工作场所，养老金待遇方面的性别差距也会受到影响，这反过来又会影响贫困水平。
另一方面，北朝鲜是女性收入高于男性的少数国家之一。 造成这种差距的原因是妇女更多地参与了北朝鲜影子经济。

### 新西兰
尽管最近的研究表明，新西兰的性别工资差距在过去二十年中已经缩小，但这种差距今天仍然影响着许多妇女。根据新西兰统计局（StatsNZ）的数据，2017年9月的工资差距为9.4%。而在 1998 年，工资差距约为 16.3%。影响新西兰工资差距的因素有多种。然而，研究人员称，其中80%的因素无法阐明，这往往导致人们难以理解这种差距。
为了计算差距，新西兰采用了几种不同的方法。官方差距由新西兰统计局计算。他们使用的是男女每小时收入的差异。另一方面，国家服务委员会在计算时审查了男女的平均收入。 多年来，经合组织一直在跟踪新西兰以及其他 34 个国家的男女工资差距。事实上，经合组织的总体目标是缩小工资差距，使性别不再对个人收入起重要作用。 虽然这是一个渐进的过程，但新西兰是取得显著进步的国家之一，研究人员预测，它将继续取得进步。

### 俄罗斯
俄罗斯存在工资差距（1991 年之后，但之前也存在），统计分析表明，大部分工资差距无法用女性学历低于男性来解释。 另一方面，按性别划分的职业隔离和劳动力市场歧视似乎在很大程度上造成了这种差距。
十月革命（1917 年）和 1991 年苏联解体决定了男女工资差距的发展。俄罗斯历史中的这两个主要转折点为经济文献中对俄罗斯男女薪酬差距的分析提供了框架。 因此，可以对两个时期的工资差距进行研究：苏维埃俄罗斯（1917-1991 年）的工资差距以及转型期和转型期后（1991 年以后）的工资差距。

### 新加坡
根据 Jayoung Yoon 的说法，新加坡的人口老龄化和低生育率导致越来越多的女性加入劳动力大军，以响应政府改善经济的愿望。政府为在职母亲提供税收减免，以鼓励她们继续工作。Yoon 指出，在新加坡，“随着女性就业人数的增加，就业率的性别差距......也在缩小”。. 2015年全球性别差距报告根据经济参与和机会、教育程度、健康和生存以及政治赋权等分指数（排名越低意味着性别差距越小），将新加坡的性别差距在全球145个国家中排名第54位。与 2014 年的 59 位相比，性别差距有所缩小。在亚太地区，新加坡在经济参与和机会分指数方面发展最快，但在教育程度和政治赋权方面却低于该地区的平均水平。:25–27

### 英国
截至 2022 年 4 月，平均男女薪酬差距为 8.3%， 尽管男性从事非全时工作的薪酬低于女性。 这一差距差别很大，从-4.4%（无加班费的非全时就业妇女的收入高于男性）到 26%（50-59 岁全时就业的英国妇女）不等。 2012 年，全职员工的薪酬差距正式降至 10%以下。 中位数是指一半人收入较高，一半人收入较低，就业女性的中位数比就业男性低 17.9%。
与男女薪酬差距相关的最重要因素是全职/兼职工作、教育程度、个人受雇公司的规模以及职业隔离（女性在管理和高薪专业职业中的代表性不足）。 2018 年，女性在兼职岗位上的收入比男性高出 4.4  (2015 年为 6.5%，2014 年为 5.5%）。 2018年，获得GCSE或A level标准资格的女工的薪酬差距有所缩小。 (获得学位资格的女性变化不大）。 新闻协会根据国家统计局的数据编制的一份 2015 年研究报告显示，20 多岁的女性平均比 20 多岁的男性多赚1111英镑，这表明趋势发生了逆转。 然而，同一研究显示，30 多岁的男性平均收入比 30 多岁的女性高出 8775 英镑。 该研究并未试图解释性别差距的原因。

2014 年 10 月，英国《2010 年平等法》（Equality Act 2010）增加了相关规定，要求就业法庭在发现雇主违反同工同酬法时，命令雇主（现有微型企业或新企业除外）进行同工同酬审计。  时任首相戴维-卡梅伦（David Cameron）宣布了要求大型企业披露员工性别薪酬差距数据的计划。 自 2018 年 4 月起，拥有 250 名以上员工的雇主必须依法公布与薪酬不平等相关的数据。 公布的数据包括男性和女性之间的薪酬和奖金数字，并包括自 2017 年 4 月起的数据。
英国广播公司（BBC）在截止日期过后对数据进行的分析表明，超过四分之三的英国公司平均向男性支付的薪酬高于女性。 就业问题大律师哈里尼-艾扬格（Harini Iyengar）主张采用更灵活的工作方式和更多的陪产假，以实现经济和文化变革。

### 美国
在美国，女性的平均年薪估计为男性平均年薪的78%至83%。 在各种族类别中，每个种族或族裔群体的妇女的收入都低于同一群体的男子。  除了明显的歧视之外，多项研究还解释了女性更多地参与兼职工作和因照顾责任长期离开劳动力市场等因素造成的性别工资差距。.
歧视在解释性别工资差距方面起到的作用多少难以量化。 2023年，PayScale的研究表明，在控制职称，教育，经验，行业，工作水平和工作时数时，女性的平均工资占男性的百分比从83%增加到99%。 2019年Glassdoor的类似研究发现，未经调整的数字为79%，调整后的数字为95%。
美国国会联合经济委员会（United States Congress Joint Economic Committee）多数工作人员2010年进行的一项研究审查报告称，即使在控制被认为影响收入的可衡量因素之后，研究也始终发现无法解释的薪酬差异 - 这表明性别因素中有未知/不可衡量的因素。 歧视可能是一个。 其他研究发现歧视的直接证据 - 例如，当申请人的性别在招聘过程中未知时，更多的工作去了女性。 

## 远程工作人员
根据PayScale的一份报告，在美国，远程劳动力的性别薪酬差距比非远程劳动力大 10 美分左右。 报告发现，在远程劳动力中，女性的收入是男性的 79%，而在非远程劳动力中，女性的收入是男性的 89%。 2023 年英国的一项调查发现，与办公室相比，管理人员给予远程工作的女性晋升的可能性要低 15%，而逐字逐句给予男性晋升的可能性要低 30%。

## 更多阅读
- Moyser, Melissa.  (PDF). Ottawa: Statistics Canada. August 2019  [2024-06-14]. （原始内容存档 (PDF)于2024-07-31）.
- Altonji, Joseph G.; Blank, Rebecca. . Handbook of Labor Economics. 1999, 3 (C): 3143–3259. ISSN 1573-4463. doi:10.1016/S1573-4463(99)30039-0.
- Brown, Anna; Patten, Eileen. . Washington, D.C.: Pew Research Center. 3 April 2017  [2024-06-14]. （原始内容存档于2018-04-08）.